# 크랙 코카인

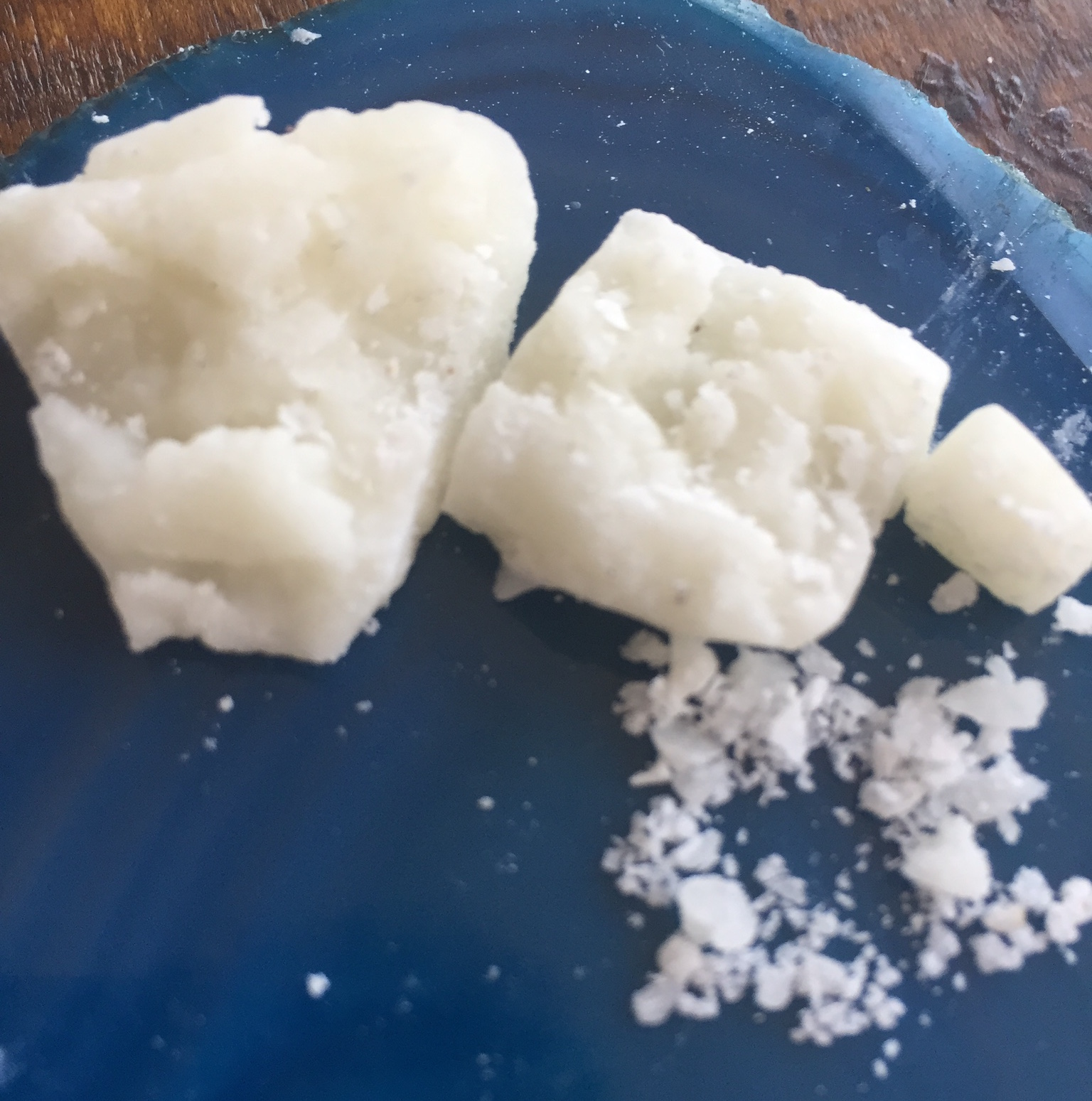
2그램의 크랙 코카인

크랙 코카인(Crack cocaine) 또는 크랙(crack)은 흡입할 수 있는 자극제 코카인의 유리 염기 형태이다. 크랙은 흡연자에게 짧고 강렬한 황홀감을 제공한다. 청소년 약물 남용 치료 매뉴얼에서는 이를 가장 중독성이 강한 코카인 형태라고 부른다.
크랙 코카인은 1984년 말과 1985년에 뉴욕시, 필라델피아, 볼티모어, 워싱턴 D.C., 로스앤젤레스, 샌프란시스코, 마이애미 등 주로 가난한 지역에서 기분 전환용 약물로 널리 사용되는 것을 처음으로 확인했다. 이러한 사용 및 가용성의 급속한 증가는 "크랙 전염병"으로 명명되었으며, 이는 1990년대에 쇠퇴하기 시작했다. 1994년에서 2004년 사이에 중독성이 강한 또 다른 각성제인 크리스탈 메스의 사용이 급증했다.

## 같이 보기
- 코카인